# Nguyễn Bảo Toàn
Nguyễn Bảo Toàn (? – 1963), tên thật là Nguyễn Hoàn Bích, là chính khách và tín hữu Công giáo người Việt Nam có quan hệ mật thiết với phong trào Phật giáo Hòa Hảo, từng giữ chức vụ Tổng Bí thư Việt Nam Dân chủ Xã hội Đảng (gọi tắt là Dân Xã Đảng).

## Tiểu sử
Nguyễn Bảo Toàn sinh ra trong một gia đình Công giáo ở làng Long Kiến, quận Chợ Mới, tỉnh Long Xuyên thời Pháp thuộc.
Ông theo học bậc trung học tại trường Collège de Cần Thơ khoảng thập niên 1930. Ông là người có lòng yêu nước, từng bị thực dân Pháp đày đi Côn Đảo vì âm mưu hoạt động cách mạng chống Pháp. Ngày 21 tháng 9 năm 1946, Đức Thầy Huỳnh Phú Sổ quy tụ tín đồ thành lập Dân Xã Đảng, và Huỳnh Giáo chủ đã đề cử Nguyễn Bảo Toàn làm Tổng Bí thư đảng mà đa số trên một triệu đoàn viên đều là tín đồ Phật giáo Hòa Hảo, mặc dù bản thân ông là tín đồ Công giáo. 
Năm 1947, Dân Xã Đảng đã cử ông sang Trung Quốc hòng tiến hành đàm phán với phe phái chống Cộng vừa thoát khỏi những vụ thanh trừng của Việt Minh ở miền Bắc Việt Nam lúc đó.:29 Ngày 27 tháng 2 năm 1947, ông cùng với Nguyễn Hải Thần và Nguyễn Tường Tam sáng lập Mặt trận Quốc gia Thống nhất Toàn quốc tại Nam Kinh, chủ trương giải pháp mời cựu hoàng Bảo Đại ra làm Quốc trưởng Quốc gia Việt Nam độc lập trong khối Liên hiệp Pháp.    
Ông được xem là người có công đầu trong việc truất phế Bảo Đại và đưa ông Ngô Đình Diệm lên ngôi vị Tổng thống đầu tiên của nền Đệ Nhất Cộng hòa. Sau cuộc đảo chính ngày 11 tháng 11 năm 1960 của nhóm quân nhân thất bại phải đào thoát sang Campuchia tị nạn, ông đã trốn thoát rồi bị chính quyền lên án tử hình vắng mặt. Tháng 1 năm 1963, Nguyễn Bảo Toàn bị mật vụ của Đại tá Nguyễn Văn Y bí mật bắt giam và thủ tiêu tại Tổng nha Cảnh sát và Công an, xác ông bị cột vào trụ xi măng rồi cho thả xuống sông Nhà Bè.